# Dunns salamander
Dunns salamander (Plethodon dunni) is een salamander uit de familie longloze salamanders (Plethodontidae). De soort werd voor het eerst wetenschappelijk beschreven door Sherman Chauncey Bishop in 1934. De soortaanduiding dunni is een eerbetoon aan de Amerikaanse herpetoloog Emmett Reid Dunn (1894 - 1956).

## Uiterlijke kenmerken
Deze salamander wordt maximaal 18 centimeter lang. De kleur is meestal zeer donkergrijs tot zwart, met op de rug en grootste deel van de staart een gele tot groenbruine brede band op het midden van de bovenzijde. Deze kan echter ook bestaan uit een rij grillige vlekken. Op de flanken zitten enkele kleinere vlekjes in deze kleur, en ook de bovenzijde van de poten en kop hebben deze lichtere kleur. Het lichaam is iets uitgerekt; de poten staan wat uit elkaar. De huid is altijd vochtig en glanzend. Omdat deze soort geen longen heeft wordt volledig door de huid geademd. Dunns salamander is dan ook erg gevoelig voor uitdroging.

## Verspreiding en habitat
Dunns salamander komt voor in de Verenigde Staten; langs de Pacifische kust in het westen van het land. De habitat bestaat uit bossige gebieden met veel schaduw en het dier leeft langs oevers van stroompjes en bronnen. Een stenige oever heeft de voorkeur omdat daaronder geschuild kan worden. Dunns salamander is sterker aan water gebonden dan veel andere soorten en blijft in de buurt van oppervlaktewater. Bovendien wordt deze soort alleen actief vlak na een regenbui. De salamanders komen dan massaal tevoorschijn om te gaan jagen. Als het langere tijd droog blijft, trekken ze zich weer terug langs de waterkant en verschuilen zich tot het weer vochtiger wordt. Ze sluimeren dan en kunnen dat maanden volhouden, ze bevinden zich dan in een soort zomerslaap.

## Levenswijze
Het voedsel bestaat uit allerlei kleine ongewervelden zoals insecten en wormen. Voor een salamander is deze soort erg vlug, als de salamander wordt verstoord rent hij snel onder een steen of andere schuilplaats. Daarnaast produceert het dier een irriterende afscheiding die vele predatoren afschrikt, maar voor de mens niet gevaarlijk is.